# ريتشارد فنسنت ويلان
ريتشارد فنسنت ويلان (بالإنجليزية: Richard Vincent Whelan)‏ هو قسيس أمريكي، ولد في 28 يناير 1809 في بالتيمور في الولايات المتحدة، وتوفي بنفس المكان في 7 يوليو 1874.